# Les Croix de bois (film)
Pour plus de détails, voir Fiche technique et Distribution.
Les Croix de bois est un film français réalisé par Raymond Bernard, sorti en 1932.
Il s'agit d'une adaptation du roman Les Croix de bois de Roland Dorgelès, inspiré de l'expérience vécue par son auteur durant la Première Guerre mondiale, racontant le quotidien des soldats de l'armée française pendant cette guerre, publié en 1919 aux éditions Albin Michel. Pressenti pour l'obtention du prix Goncourt de 1919, le roman est finalement devancé par À l'ombre des jeunes filles en fleurs de Marcel Proust, qui remporte le prix par six voix contre quatre.

## Synopsis
En France, pendant la Première Guerre mondiale, Gilbert Demachy, étudiant en droit, s'engage pour en découdre avec l'envahisseur allemand. La ligne de Front paraît stagner en Champagne. Terré dans les tranchées, chaque camp attend de passer à l'offensive.

## Fiche technique
- Réalisation : Raymond Bernard
- Scénario : Raymond Bernard et André Lang, d'après le roman éponyme de Roland Dorgelès, Les Croix de bois
- Décors : Jean Perrier
- Photographie : Jules Kruger et René Ribault
- Montage : Lucienne Grumberg
- Son : Antoine Archimbaud
- Société de production : Pathé-Natan
- Pays d'origine :  France
- Langue : français
- Format : Noir et blanc — 35 mm — 1,37:1 — Son : Mono (RCA Photophone)
- Genre : Film dramatique, Film de guerre
- Durée: 110 minutes
- Dates de sortie :
  - France -  17 mars 1932, Paris, cinéma Moulin-Rouge
- Affiche : Roland Coudon (France)

## Distribution
- Pierre Blanchar : soldat Gilbert Demachy
- Gabriel Gabrio : Sulphart
- Charles Vanel : caporal Breval
- Raymond Aimos : soldat Fouillard
- Antonin Artaud : soldat Vieublé
- Paul Azaïs : soldat Broucke
- René Bergeron : soldat Hamel
- Raymond Cordy : soldat Vairon
- Marcel Delaître : soldat Berthier
- Jean Galland : capitaine Cruchet
- Pierre Labry : soldat Bouffioux
- Géo Laby : soldat Belin
- René Montis : adjudant Morache
- Jean-François Martial : soldat Lemoine
- Marc Valbel : Maroux
- Christian-Jaque : un lieutenant

## Commentaire
- Par son sujet (l'évolution mentale d'un soldat, au départ idéaliste), ce film se rapproche de La Grande Parade de King Vidor (1925) ou de À l'Ouest, rien de nouveau de Lewis Milestone (1930).
- Charles Vanel (Croix de guerre), Raymond Aimos, Jean Galland et Pierre Blanchar ont réellement combattu durant la « Grande Guerre », tout comme la majorité des acteurs et figurants. Pour les figurants, l'Armée française avait fourni quelques bataillons de jeunes recrues qui faisaient leur service militaire. N'étant pas satisfait de leur attitude, ni de leur façon de se tenir dans la tranchée, Raymond Bernard décida d'employer des anciens de 14-18, à l'attitude plus « vraie ». Il en va de même pour le lieu du tournage qui est un vrai champ de bataille, l'armée ayant autorisé l'accès à des zones militaires. Le tournage fut d'ailleurs interrompu à plusieurs reprises car des corps de soldats ou des obus non éclatés remontaient à la surface[1]. « Une grande partie du film a été réalisée en Champagne. Les traces des tranchées n'étant pas encore effacées, il nous suffisait de les remettre en état. Nous avons travaillé avec une ardeur et une conviction solide, une foi indéracinable, la certitude que nous collaborions à quelque chose d'utile, à une œuvre qui resterait dans la mémoire des hommes »[2]
- à la sortie du film, Charles Vanel sera vivement attaqué, surtout par les nationalistes, dont les Croix-de-Feu qui lui reprochaient de n'avoir servi que deux mois sous les drapeaux, entre juillet et septembre 1915, avant d'être réformé à la suite de troubles mentaux. Cet épisode polémique marquera profondément Charles Vanel, qui fut réellement marqué dans sa chair par la violence du conflit, même s'il n'y participa que brièvement.
- Charles Vanel recevra le soutien de l'acteur Raymond Aimos, qui jouait dans le film, et qui avait passé quatre ans dans les tranchées :  pour Aimos, Vanel était bel et bien un "poilu", car une blessure psychologique était comparable à  une blessure physique.
- Le comédien Aimos deviendra très populaire en France après la sortie du film, et ne pouvant être calomnié par les membres de l'extrême-droite, vu qu'il avait passé tout le conflit au front, et ayant participé à la bataille de Verdun, cet acteur, engagé à gauche déclarera même avec humour, à la presse :"Moi, au moins, j'ai le statut d'intouchable, mais je ne suis pas un paria !".